# Diavolezza
Diavolezza är en bergstopp i Schweiz.   Den ligger i regionen Maloja och kantonen Graubünden, i den östra delen av landet, 200 km öster om huvudstaden Bern. Toppen på Diavolezza är 2 978 meter över havet. Diavolezza ingår i Bernina.
Terrängen runt Diavolezza är huvudsakligen bergig, men åt nordost är den kuperad. Närmaste större samhälle är Poschiavo, 11,7 km sydost om Diavolezza. 
Trakten runt Diavolezza består i huvudsak av gräsmarker. Runt Diavolezza är det glesbefolkat, med 18 invånare per kvadratkilometer.